# ソビエツキー・ソユーズ級戦艦
ソビエツキー・ソユーズ級戦艦（ソビエツキー・ソユーズきゅうせんかん）は、ソビエト連邦（以下、ソ連）で計画されていた戦艦の艦級である。
ソビエト連邦海軍および労農赤色海軍（以下、ソ連海軍）では戦列艦に分類され、正式名称では 23設計戦列艦（23せっけいせんれつかん；ロシア語: Лине́йные корабли́ прое́кта 23、23号計画とも）と呼ばれた。 1番艦の艦名から、「ソビエツキー・ソユーズ」級戦列艦、「ソビエト連邦」級戦列艦（ソビエトれんぽうきゅうせんれつかん；Лине́йные корабли́ ти́па «Сове́тский Сою́з»）とも通称される。
1930年代後半に4隻が起工したが、大祖国戦争の勃発によりすべて建造中止となり、建造が再開されないまま戦後に全艦が解体された。

## 建造

### 開発
ロシア革命とロシア内戦ののち、新生ソ連海軍に残っていた戦艦は実質「セヴァストーポリ」級（「ガングート」級）の3隻だけであった。そのため、1934年頃からアメリカ合衆国国内での建造を考えていた時期もあった。
1936年5月に成立した艦隊整備計画（「大艦隊建造計画」）によって、戦艦15隻、重巡洋艦16隻を中心とする艦隊を1946年までに国内で建造することになった。しかしこの計画は、実行前の1938年には早くも改訂作業が行われ、1939年に承認された艦隊整備計画では、戦艦8隻、重巡洋艦4隻を中心とする艦隊を1947年までに建造すること、に下方修正された。
この計画に基づき、その中心となる戦列艦について、イタリアのアンサルド社より設計案が提示され、1937年には対日戦備用としてアメリカ政府に対して主砲と装甲と機関等についての技術援助と調達の約束を取り付け、ギブス&コックス社との話し合いに入った。しかし、米国でさえ保有していない45.7cm砲搭載、62,000tの戦艦を購入するという要求にはアメリカ政府も承諾せず、またギブス&コックス社への設計費用等の支払いが滞った為に米国との交渉は打ち切りになった。さらに、1936年から翌年にかけてのヨシフ・スターリンの大粛清により、船舶設計局局長V・ブジェジンスキーや主力艦開発責任者V・リムスキーコルサコフなどの造船技師、エンジニアが逮捕・投獄された。新たにB・チリキンが設計責任者となり作業が進められた本級の設計は、1937年10月15日に完成した。
大艦隊建造計画は1938年の第三次五カ年計画の一環として纏められ、「ソビエツキー・ソユーズ」級は1939年6月13日にソ連人民科学委員会国防委員会で建造計画が承認された。もっとも1番艦「ソビエツキー・ソユーズ」の建造は、既に1938年7月15日から始まっていた。

### 試験
ソ連建国以来、初の大型艦建造とあって、本級の艦形や兵装、装備には新たに開発されたものが多数導入された。そのため、これらの試験が開発時のみならず、1番艦の起工後も行われた。
機動力と航行能力の実験のために、艦形の10分の1スケールの実験船「KM-3」が建造された。水雷防御については、各部位で4分の1スケールの防御装甲が作られ実験が行われた。機関部は、性能検証と建造の参考にするために、燃料噴射器や混合器、蒸気発生器まで再現した実物大の模型が作られた。さらに、静粛性の高いベンチレーターや水密区画のベアリングの自動注油ポンプ、フロンガスを使用する冷蔵庫、ガス検知器や塩分計、水量計、トリム計、遠隔温度計が新たに開発された。主砲の配置や搭載する高角砲と機関砲の選定は、1938年にソ連海軍大学校で行われた射撃演習の成果が反映された。演習では、本級の主砲の配置、口径は海外の戦艦より優れているとされ、高角砲は85mmから105mm、機関砲は37mmが有効と結論付けられた。
艦形や兵装の検討に加えて、新たに開発され新型戦艦に搭載される装備の試験も既存の軍艦で行われた。主砲発射時の爆風が艦橋などの構造物、特に射撃指揮所と光学機器に与える影響は、戦艦「パリジスカヤ・コンムナ」とキーロフ級巡洋艦「キーロフ」で行われた。艦載機の電動ウインチとカタパルトの試験は、重巡洋艦「クラースヌイ・カフカース」で行われた。

### 遅延する建造
計画ではソビエツキー・ソユーズ級は8隻が建造される予定となっていたが、同時に建造されたのは4隻に留まった。当時のソ連には、これら大型艦を建造できる造船所はレニングラード（現・サンクトペテルブルク）のオルジョニキーゼ工廠（第189工廠）のみで、ここでさえ船台に大形クレーンが無かった。それ以外の工廠では、大型艦艇の建造作業を充分に遂行する能力も、図面類も不足していた。そのため、戦艦を4隻も建造するためにオルジョニキーゼ工廠を延々と専有させることはできず、工廠を分散させる必要があったが、まずは各工廠を拡張しなければならなかった。また、全ての工廠に建造に必要な設備が揃っておらず、最も設備の充実した工廠（主にオルジョニキーゼ）で各部コンポーネントを建造した後に、他の工廠に輸送して改めて建造を続行するという過程が必要となった。
結局、1番艦「ソビエツキー・ソユーズ」はオルジョニキーゼ工廠で、1938年11月28日に2番艦「ソビエカヤ・ウクライナ」がニコラエフ（現・ムィコラーイウのマルティ南工廠（第198工廠）で起工され、翌1939年12月21日には3番艦「ソビエツカヤ・ベロルーシヤ」がモロトフスク（現・セヴェロドヴィンスク）の第402工廠で起工された。1940年3月21日には4番艦「ソビエツカヤ・ロシア」が3番艦と同じくモロトフスクの第402工廠で起工された。
建造開始後も、本級に必要な設備や資材の不足は解決しなかった。起工から半年以上経過した1939年初頭時点でも、1番艦の建造の進捗はわずか0.16%に過ぎず、建造が始まっていないも同然の状態だった。1939年4月になって、ようやく作業図面や必要な金属の供給が始まり、オルジョニキーゼ工廠にも2基の大型クレーンが設置された。膨大な量の造船用鉄鋼の生産が追いつかず、材料不足でたびたび工事が中断した上、装甲板の生産技術の不足から、複数回の設計変更が必要となった。1番艦の建造だけで1,203の工場が関わっており、造船能力の65%を要することから、他の船舶や工業用品も供給している工場に更なる負担を強いた。しかも、ソ連の工業・造船界にはプロペラシャフトを始めとしてこの大きさの船舶を建造するために必要な技術力が不足しており、いくつかのコンポーネントを外国に発注せざるを得なかった。1939年には、スイスに発注した1隻分3基と予備1基のタービンが納入され、このうち3基が4番艦「ソビエツカヤ・ロシア」に搭載するためにモロトフスクに送られた。しかし、残り1基を元にタービンを国産化する予定だったにもかかわらず、製造を担当する工場は一向にタービンの完成品を製造することができなかった。挙句の果てに、3番艦「ソビエツカヤ・ベロルーシヤ」は使用するリベットの品質に問題が発生したため、起工直後に「資材の準備段階からのやり直しが必要である」として工事が中断された。

### 建造中断
建造計画は大幅な修正が必要となり、60ヶ月で建造して1943年から1944年にかけて竣工させるという当初の予定は絶望的となった。4隻の建造費だけで1940年の国家予算の3分の1にも及び、建造の遅延や資材の浪費は看過できないものとなりつつあった。このため、4隻全てを完成させることは困難であるとして、まずは1940年10月19日、リベットの品質問題で建造が中断していた「ソビエツカヤ・ベロルーシヤ」の建造中止が命令され、準備されていた資材はレニングラード防衛のための浮き砲台建設のために転用された。政府と赤軍は残る3隻の完成を目指したが、1941年6月に独ソ戦（大祖国戦争）が勃発すると、掃海艇や揚陸艦の緊急配備計画の妨げになるほど、莫大な資源を必要とする大型艦の建造は見直さざるを得なくなった。1941年7月10日には残りの3隻の建造も中止となり、これら3隻は同年9月10日をもってソ連海軍船籍より一旦除外された。この時点で4隻の進捗は以下のとおりだった。
- 1番艦 ソビエツキー・ソユーズ：工事完成度約21.2％
- 2番艦 ソビエツカヤ・ウクライナ：工事完成度約18％
- 3番艦 ソビエツカヤ・ベロルーシヤ：建造中止
- 4番艦 ソビエツカヤ・ロシア：工事完成度約1％

### 建造中止
大戦の終結後、海軍は建造計画の再開を模索したが、ソビエツキー・ソユーズは戦争中に受けた砲爆撃の損傷と、レニングラード防衛のために主砲や鋼材が転用されたことから、1945年の終戦時には工事完成度は19.5%に後退していた。より状態が深刻なのはソビエツカヤ・ウクライナで、ニコラエフが1941年8月にドイツ軍に占領された際に鹵獲されたが、ドイツ軍が要塞の防御強化のために艦首と艦尾を解体して鋼材として転用してしまった上、1944年3月17日の撤退時に船台の支柱を爆破したため、船台上で大きく傾いて復旧不能となっていた。
大戦で国家経済に大きな被害を受けたソ連には、戦艦のような莫大な国家資源を必要とするものを建造するような余裕はなく、また戦艦という存在自体の戦略的・戦術的価値が失われているとして、ソビエツキー・ソユーズ級戦艦の建造計画は放棄されることになった。この決定に従いソビエツカヤ・ウクライナとソビエツカヤ・ロシアは1947年3月27日付で建造の中止と解体が決定したものの、スターリンは最も工事が進行していたソビエツキー・ソユーズ1隻だけでも竣工させることを望んだため、1948年5月29日には建造の再開が決定されて改めて発注され、ソビエツカヤ・ロシア用のタービンを転用して完成させる計画とされた。しかし、翌年1949年4月には再度の建造中止が決定され、ソビエツキー・ソユーズも解体処分となった。

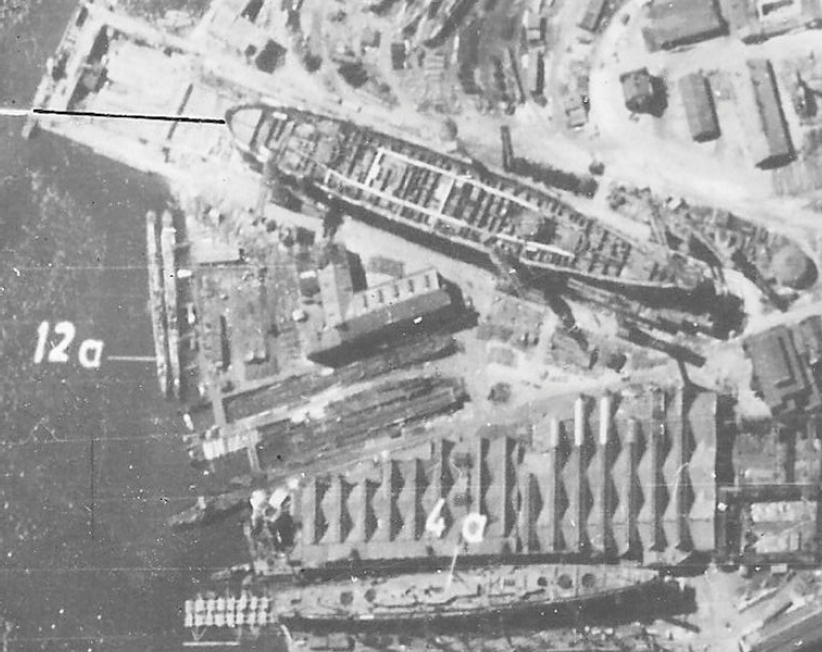
オルジョニキーゼ工廠で建造中のソビエツキー・ソユーズ 1941年6月26日 ドイツ空軍の偵察機により撮影された航空写真
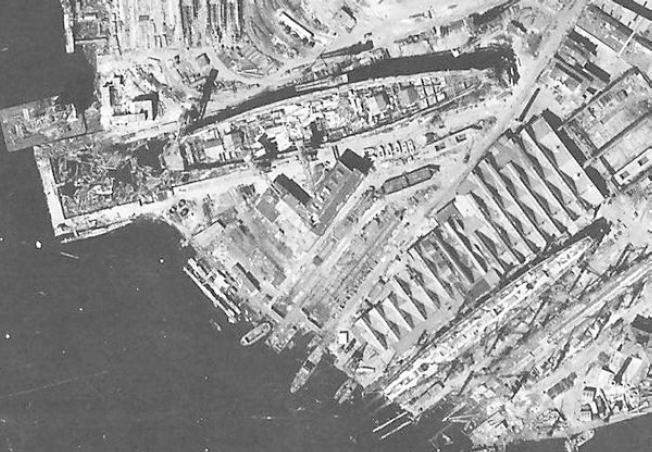
建造の進むソビエツキー・ソユーズ 1942年6月1日の撮影

この後、ソビエツキー・ソユーズ級の設計を元に、装甲の増強と甲板の設計変更、電気溶接の多用などの中心とした拡大発展型である23NU設計戦列艦、もしくは拡大改良型としたいくつかの戦艦の設計案が構想、もしくは検討されたが、実現に至ったものはなく、ソビエツキー・ソユーズ級はソ連海軍にとって最初で最後、かつ未完のまま終わった唯一の「ソ連海軍において設計され、実際に建造された戦艦」となった。
なお、ソビエツキー・ソユーズ級と共に大艦隊建造計画の中核となる予定であった重巡洋艦「クロンシュタット」級は、要求仕様が定まらずに二転三転し、最終的には基準排水量38,540t、30.5cm砲3連装3基9門装備の最大速力32ノットという「高速戦艦」として1939年11月に2隻が起工されたが、製造遅延が派生して工事が予定通りには進行せず、独ソ戦の勃発によって建造が中止され、後に未完成のまま解体された。

## 艦形

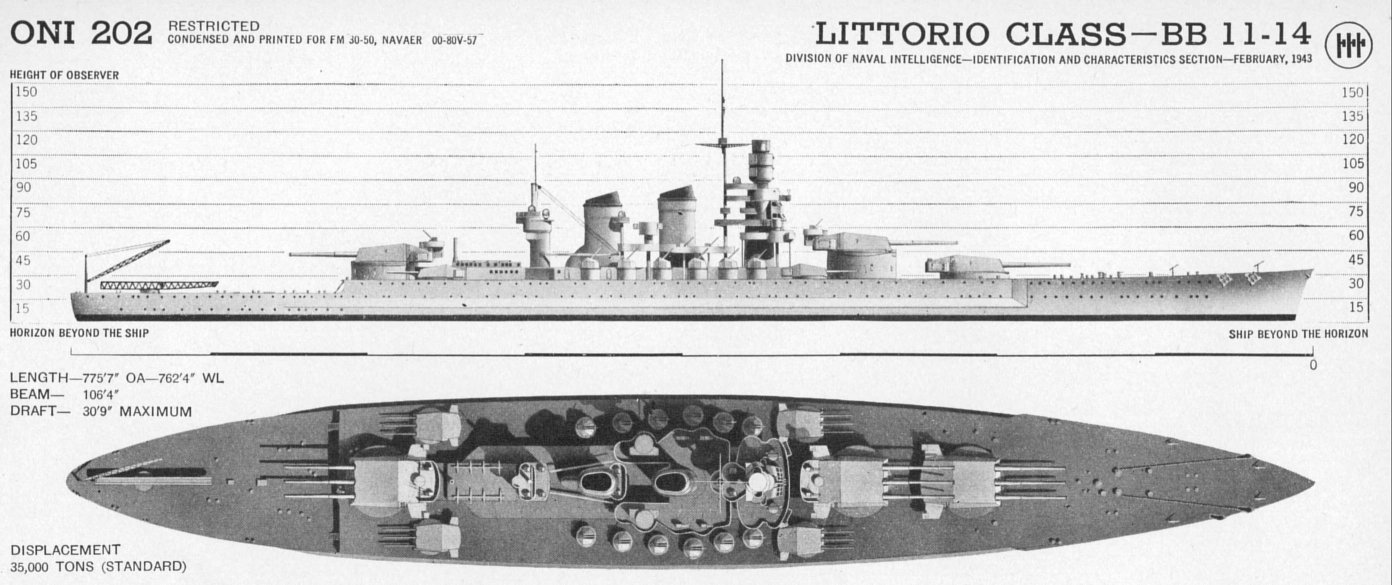
本級の設計に影響を与えたヴィットリオ・ヴェネト級の図

船体形状はイタリア海軍の「ヴィットリオ・ヴェネト」級の影響を強く受ける長船首楼型船体である。艦首前方に向けて傾斜したクリッパー・バウであり、ヴィットリオ・ヴェネト級とは異なり凌波性を考慮した艦種のシア（甲板の傾斜）が存在する。船体形状は、全長が271.5mに比較して全幅が38.92mと充分すぎる全幅を持っていた。これは高速性能を犠牲にしても砲撃時の安定性や防御重量の確保を採ったためである。
シアのある艦首甲板から本級より新設計の「1937年型 40.6cm（50口径）砲」を三連装砲塔に納めて1・2番主砲塔を背負い式に2基ずつ配置した。本級の艦橋構造はドイツ海軍の装甲艦「アドミラル・シェーア」によく似ていた。装甲司令塔を組み込んだ箱型の操舵艦橋の背後に頂上部に測距儀と射撃指揮装置を配置した背の高い戦闘艦橋が立つ。
艦橋の背後は直立した2本煙突が立っており、煙突の間は艦載艇置き場とした。艦載艇の運用には2番煙突の手前に立つ後部マストを基部とするクレーン1基により運用された。舷側甲板上には副砲の「15.2cm（57口径）速射砲」を連装式の副砲塔に収めて片舷3基ずつ計6基配置したが中央部の砲塔のみ高所に配置して艦首尾方向への射界を確保した。副砲塔と煙突の間には「10cm（56口径）高角砲」を連装砲架でを片舷3基ずつの計6基を配置した。2番煙突の後部には後部艦橋があり、船首楼の最後に3番主砲塔が後向きに1基配置された。3番主砲塔の左右後方に爆風対策に装甲シャッターで覆われた水上機格納庫が設けられ、そこから甲板一段分下がった後部甲板上に設けられた左右一対のクレーンとカタパルトで水上機は運用される設計であった。

## 武装

### 主砲
本級の主砲には新開発の B-37 1937年型 50 口径 406 mm 砲を採用した。その性能は重量1,108kgの砲弾を最大仰角45度で45,600mまで届けられ、射程13,600mで舷側装甲406mmを貫通できるこの砲を新設計の3連装砲塔に収めた。砲塔の俯仰能力は仰角45度・俯角2度で旋回角度は船体首尾線方向を0度として砲塔が左右150度の旋回角度を持っていた。装填は仰角5度の固定角度装填方式で発射速度は毎分1.75発の設計であった。砲弾数は1門につき100発だった。

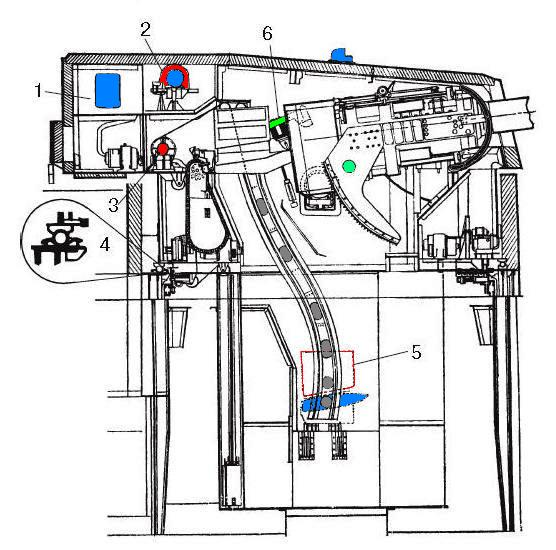
本級の主砲塔設計
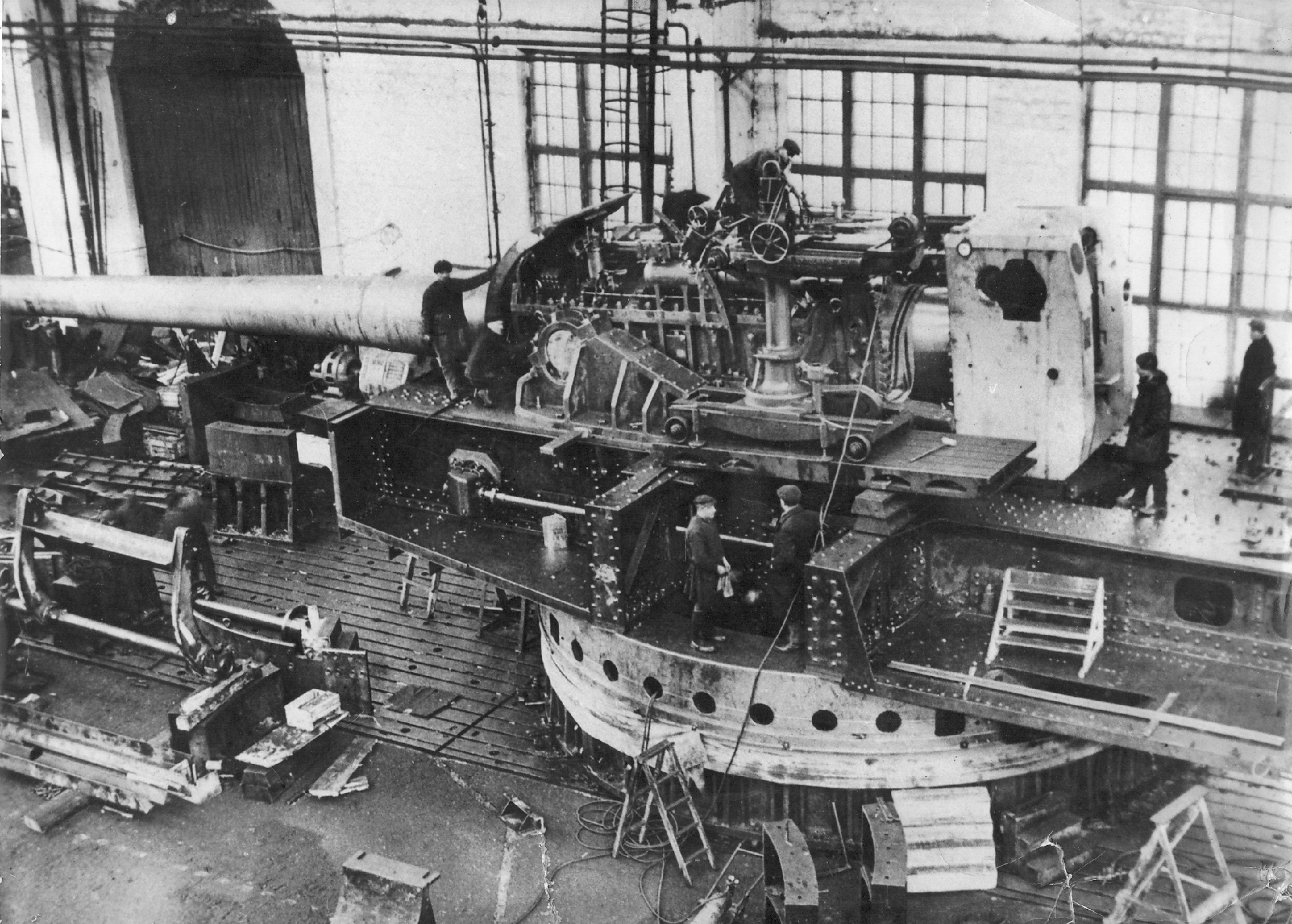
工場で生産される B-37 1937年型 50 口径 406 mm 砲
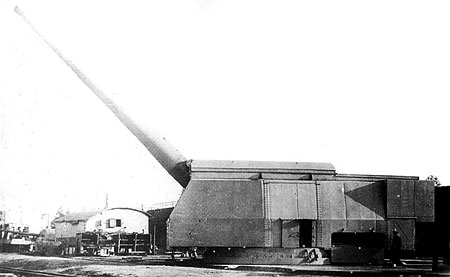
実射テスト中のB-37 406 mm 砲

### 副砲・高角砲、その他の備砲
本級の副砲には同時期に設計された軽巡洋艦「チャパエフ」級の主砲にも採用されている新設計の B-38 1938年型 57 口径 152 mm 速射砲を採用した。その性能は重量55kgの砲弾を最大仰角45度で23,720mまで届かせるこの砲をインペラートル・パーヴェル1世級以来の砲塔形式に収め、連装砲塔で6基を配置した。砲塔の俯仰能力は仰角45度・俯角5度であった。砲塔の旋回角度は舷側甲板に直置きされた物は135度で高所に配置された砲塔は180度の旋回角度を持っていた。装填は仰角8度の固定角度装填方式で発射速度は毎分7.5発の設計であった。砲弾数は1門当たり170発だった。
高角砲も新設計の B-34 1940年型 56 口径 100 mm 高角砲 を採用した。その性能は15.6 kgの砲弾を仰角45度22,241 m、最大仰角85度で高度9,895 mまで届けられたこの砲を連装砲架で6基を配置した。連装砲架の旋回と俯仰は電動と人力で行われ、俯仰は仰角85.5度・俯角5.5度で旋回角度は360度旋回角度を持つが実際は上部構造物により射界に制限があった。発射速度は毎分16発だった。
他に近接火器として 70-K 1941年型 67 口径37 mm 高角機関砲を採用した。この砲は0.732 kgの砲弾を仰角45度8,400 m、最大仰角85度で高度5,000 mまで届かられた。旋回と俯仰は電動と人力で行われ、俯仰は仰角85.5度・俯角10度で360度旋回できたが実際は上部構造物により射界に制限があった。発射速度は毎分160～180発だった。これを四連装砲架で8基を搭載する設計であった。

## 機関
機関配置は自国の巡洋艦と違ってシフト配置ではなく、ボイラー室とタービン機関や補助機械室を前後に置くオーソドックスなものとしている。
重油専焼高温高圧缶6缶とスイスBBC社に発注されたタービン3基3軸とを組み合わせて、機関出力201,000hp、速力28ノットを発揮させられると計画された。

## 防御
本級は16インチ砲戦艦でありながら満載で排水量6万トンを超える大戦艦であったために防御重量をふんだんに使えた。このため、水線部には厚さ375mmから420mmなる重厚な装甲を10度の傾斜で張ることが出来た。縦材隔壁にも均質浸炭装甲を230mmから365mm施し、喫水全長に対する防御区画は57.1%に及んだ。水平防御も最上甲板に25mm、主甲板にも最厚部で100mmから155mmの装甲が貼られ、スプリンター（断片）防御として50mm装甲を張るという念の入れようであった。これらの装甲には電気溶接など新工法が投入され、装甲や装備の隔壁への組付も厳重に行われた。
その防御力は同クラスの16インチ砲戦艦ではイギリス海軍の「ネルソン」級に対して射程13,700m～32,000mの安全距離があり、アメリカ海軍の「アイオワ」級に対しては25,000m～32,000mの安全距離があるという優秀なものであった。
一方、水線下防御はイタリア式の「プリエーゼ式」水雷防御を採用していた。これは重油で満たした外筒と空気で満たした内筒の二重構造円筒をバルジ内に埋め込み、魚雷による被害を外筒の変形による衝撃吸収で受け止めるアイディアであり、船体内部には35mmから30mm装甲を水密隔壁として張られたが、工作に非常に技術を要求される設計で同種の構造を持つイタリア新戦艦では効果を発揮したものの、旧式艦を改装したコンテ・ディ・カヴール級などはタラント空襲等の実戦で水雷防御が上手く機能せずに大損害を受けている事実から、イタリアよりも造船能力に劣るソ連で建造された本級がカタログデータ通りの水中防御力を発揮できたかは未知数である。船体底部はバルジと接続した二重底となっていた。水線下の防御は、艦底での533mm魚雷2発の同時爆発、およびバルジでの3発同時爆発に耐えれるように設計されていた。

## 同型艦
「ソビエツキー・ソユーズ」級は、ソ連の文化的・民族的・経済的中心である「ウクライナ」、「白ロシア」、「ロシア」の三つの地域（若しくは国家）・民族の名称、そして「ソビエト連邦」そのものを艦名に戴くことから推察されるように、まさにソ連を代表する艦になるはずであった。
- ソビエツキー・ソユーズ（Советский Союз: ソビエト連邦）

1938年7月15日起工 1941年7月10日工事中止 1949年4月計画中止、解体
- ソビエツカヤ・ウクライナ（Советская Украина: ソビエトのウクライナ）

1938年10月31日起工 1941年7月10日工事中止  1947年3月27日計画中止、解体
- ソビエツカヤ・ベロルーシヤ（Советская Белоруссия: ソビエトの白ロシア）

1939年12月21日起工 1940年10月19日建造中止
- ソビエツカヤ・ロシア（Советская Россия: ソビエトのロシア）

1940年4月27日起工 1941年7月10日工事中止  1947年3月27日計画中止、解体
他、4隻が計画のみで終わった。

## 登場作品

### ゲーム
『Naval Creed Warships』
プレミアムとして「ソビエツキー・ソユーズ」が、登場する。爆撃機を搭載する。
『World of Warships』
tier9のソ連ツリー艦として実装されている。
『アズールレーン』
1番艦「ソビエツキー・ソユーズ」、3番艦「ソビエツカヤ・ベラルーシア」、4番艦「ソビエツカヤ・ロシア」を擬人化したキャラクターが実装されている。
『鋼鉄の咆哮シリーズ』
PlayStation 2版の一部の作品に「ソヴィエツキー・ソユーズ級」が敵艦で登場する。またWindows作品の「鋼鉄の咆哮3 ウォーシップコマンダー」では本級は登場しないものの、ボスキャラクターである超兵器に名前が使われており『超巨大攻撃衛星ソヴィエツキー・ソユーズ』が登場する。艦船を設計できる作品だが日本、アメリカ、イギリス、ドイツの兵器がメインであり、ソビエトとロシアの兵器は極一部のみが登場するに収まっているため、敵や味方で姿が見えるのみでプレイヤー自身が本級の設計、使用をすることはできない。
『戦艦少女R』
1番艦「ソビエツキー・ソユーズ」を擬人化したキャラクターが登場する。

### 小説
『征途』
「ソビエツキー・ソユーズ」が登場。レイテ沖海戦で日本が大勝利し、大損害を被った合衆国軍が沖縄侵攻を遅らせたことでソヴィエトが北海道に侵攻、これにより戦後日本が南北分断国家となった世界で、戦後に建造再開されて就役する。元々は史実同様建造が中断されていた3番艦だが、「元々戦艦や巡洋戦艦に異常な愛着を持っていたスターリンが、日本最後の実働戦艦大和と武蔵が日本の南北で米ソ艦隊に大打撃を与えるのを見た結果、艦隊の中核戦力として戦艦が必要だと信じ込んでしまった」という描写があった上で、スターリンの直接命令でクロンシュタット級重巡洋艦2隻とともに強引に建造再開され、完成後に改名したという設定。
作中では、北海道戦争にソヴィエト海軍援日義勇艦隊旗艦として参戦。合衆国海軍のサウスダコタ級戦艦「アラバマ」や、海上警備隊の超甲型警備艦「やまと」（旧戦艦大和）などで構成される国連日本援助軍エイブル部隊と交戦し、アラバマを撃沈する。しかし「やまと」によってクロンシュタット級が2隻とも撃沈されるなど艦隊は大損害を被り、自らも「やまと」によって大破に追い込まれるが、随伴する日本民主主義人民共和国（北日本）の赤衛艦隊が敢行した肉薄雷撃で「やまと」が速力低下し、離脱に成功する。
その後、北日本が60年代に購入し赤衛艦隊で戦艦「解放」として就役。90年代でも近代化改修によって現役にとどまっており、統一戦争では赤衛艦隊の空母「統一」（旧ワリヤーグ）、キーロフ級ミサイル巡洋艦「栄光」、スラヴァ級ミサイル巡洋艦「独立」等とともに旗艦として海上自衛隊第二機動護衛群と交戦。対艦ミサイルによる飽和攻撃を仕掛けるも、全て迎撃された上に海自側からの対艦ミサイル攻撃で注排水機能が停止、横転する形で他艦共々撃沈された。
ちなみに同型艦の「ソビエツカヤ・ロシア」も戦後に建造再開されており、北海道戦争時代には建造中だった。その後同艦がどうなったのかは「ソビエツキー・ソユーズ」と異なり語られていない。